# Кастрільйо-де-Дуеро
Кастрільйо-де-Дуеро (ісп. Castrillo de Duero) — муніципалітет в Іспанії, у складі автономної спільноти Кастилія-і-Леон, у провінції Вальядолід. Населення — 148 осіб (2010).
Муніципалітет розташований на відстані близько 130 км на північ від Мадрида, 60 км на схід від Вальядоліда.

## Демографія
Динаміка населення (INE ):

## Галерея зображень

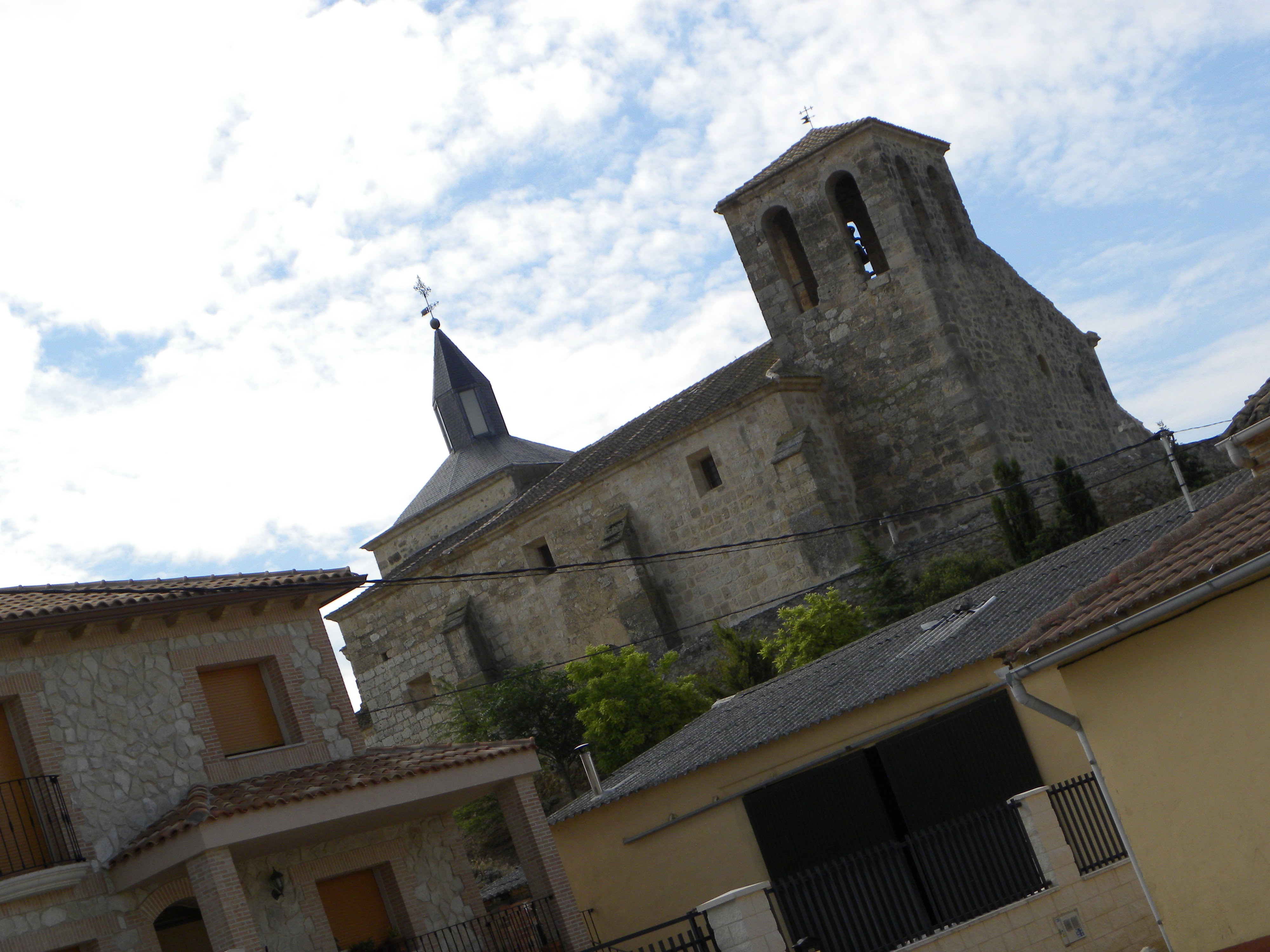
Церква
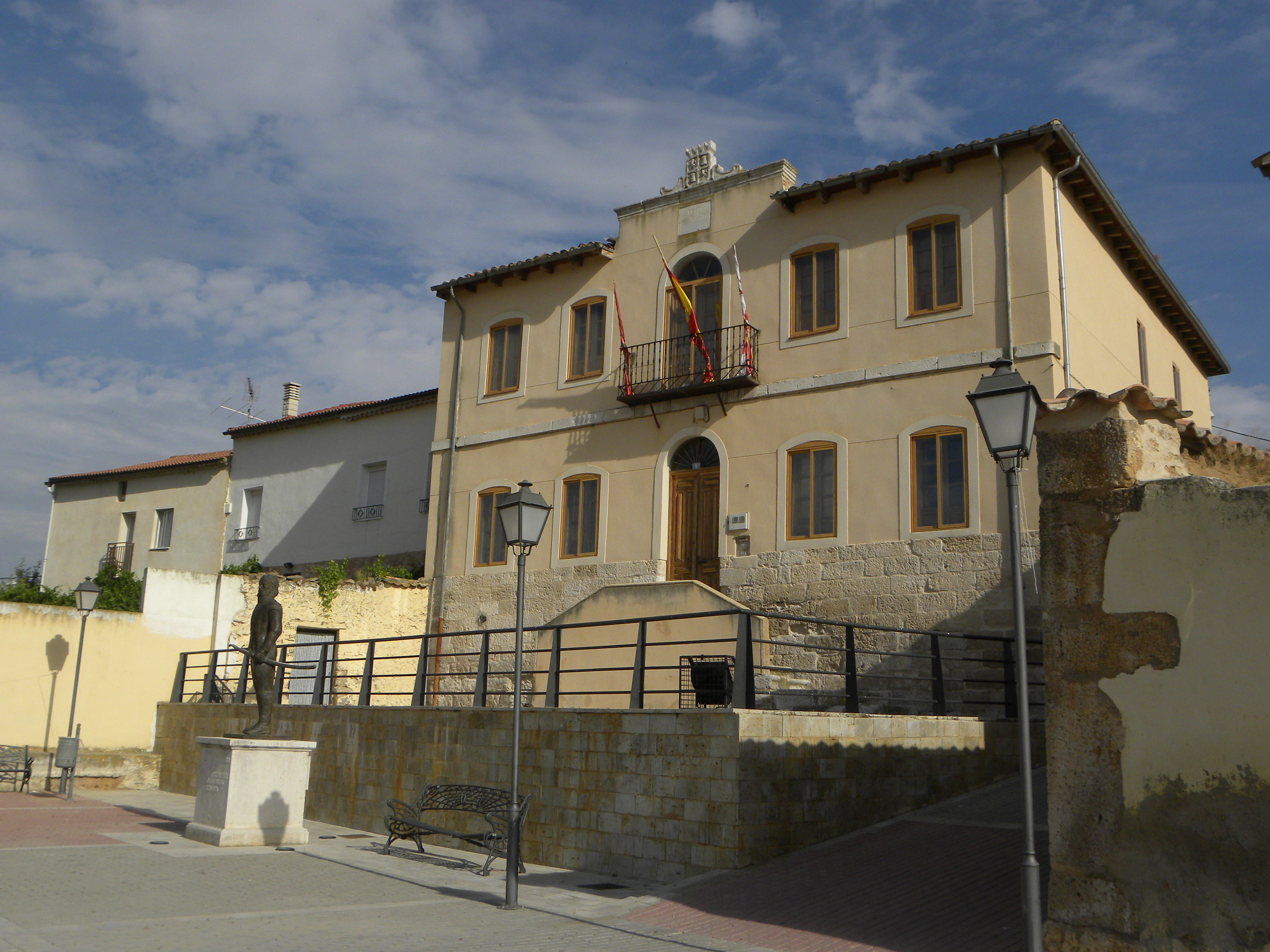
Муніципальна рада